# Шельдеруп, Андреас
Андреас Редергор Шельдеруп (норв. Andreas Rædergård Schjelderup; родился 1 июня 2004) — норвежский футболист, полузащитник клуба «Бенфика» и сборной Норвегии.

## Клубная карьера
Уроженец Будё (Нурланн, Норвегия), Андреас выступал за молодёжную команду «Будё-Глимт». Летом 2020 года перешёл в датский клуб «Норшелланн».
4 февраля 2021 года дебютировал в основном составе «Норшелланна» в матче высшего дивизиона чемпионата Дании против клуба «Брондбю». 12 марта 2021 года забил свой первый гол за клуб в матче против «Люнгбю». 21 марта 2021 года сделал свой первый «дубль» в матче против клуба «Сённерйюск».
12 января 2023 года перешёл в португальский клуб «Бенфика» и подписал контракт с новым клубом до 2028 года.

## Карьера в сборной
Выступал за сборные Норвегии до 15, до 16, до 18 и до 19 лет. В сентябре 2021 года дебютировал за сборную Норвегии до 21 года.